# Hans Schmid (Skispringer, 1948)
Hans Schmid (* 24. Juni 1948) ist ein ehemaliger Schweizer Skispringer.

## Werdegang
Der Mümliswiler Skispringer begann mit acht Jahren auf selbstgebauten Schanzen mit dem Skispringen. Vorbild war sein Vetter Heribert Schmid, der ebenfalls Schweizer Meister wurde. Mit der Vierschanzentournee 1966/67 gab Hans Schmid sein internationales Debüt. Jedoch kam er in den ersten Jahren nicht auf vordere Plätze.
Bei der Nordischen Skiweltmeisterschaft 1970 in Štrbské Pleso erreichte Schmid auf der Grossschanze den 10. Platz. Von der Normalschanze landete er nach Sprüngen auf 80 und 77 Meter auf Rang 16.
Schmid lag bei den Olympischen Winterspielen 1972 in Sapporo nach dem ersten Durchlauf auf Rang fünf, wurde jedoch im zweiten Durchlauf durch eine Windböe behindert und verpasste die Medaillenränge.
Bei der Nordischen Skiweltmeisterschaft 1974 im schwedischen Falun wiederholte er seine Platzierung von 1970 und wurde erneut 10. von der Grossschanze. Von der Normalschanze gelang ihm kurz darauf noch eine Leistungssteigerung, so dass er am Ende auf dem achten Rang landete.
Zwischen 1968 und 1975 wurde er fünfmal Schweizer Meister und gewann zweimal die Schweizer Springertournee. Bei der Vierschanzentournee belegte er einen zweiten und einen dritten Platz und wurde zweimal Gesamtvierter. 1973 gewann er das Springen auf dem Holmenkollbakken in Oslo.
Er beendete seine aktive Karriere 1977 nach zwei Beinbrüchen. Schmid ist verheiratet und hat drei Kinder.

## Erfolge

### Vierschanzentournee-Platzierungen
| Saison  | Platz | Punkte |
| ------- | ----- | ------ |
| 1966/67 | 56.   | 609,1  |
| 1967/68 | 68.   | 533,4  |
| 1968/69 | 39.   | 667,5  |
| 1969/70 | 11.   | 850,1  |
| 1970/71 | 12.   | 848,0  |
| 1971/72 | 19.   | 844,9  |
| 1972/73 | 04.   | 867,2  |
| 1973/74 | 04.   | 909,8  |
| 1974/75 | 79.   | 390,5  |
| 1975/76 | 89.   | 327,0  |
| 1976/77 | 54.   | 623,8  |